# Archivkunde
Die Archivkunde (auch Archivwissenschaft) ist die Lehre von allen beim jeweiligen Registraturbildner entstandenen Unterlagen, wie Schriftstücken und weiteren Datenträgern (Schrift-, Bild-, Tongut, Pläne und elektronische Datenträger), die von historischem, wissenschaftlichem oder rechtlichem Wert sind und in Archiven als Archivgut bewertet, inhaltlich erschlossen und dauerhaft bewahrt werden.

## Allgemeines
Die Archivkunde wird zu den Historischen Hilfswissenschaften sowie zunehmend zu den Informationswissenschaften gezählt und bedient sich aufgrund ihrer Breite und Tiefe ebenfalls wichtiger Historischer Hilfswissenschaften, wie der Paläographie, der Diplomatik, aber auch neuester informationswissenschaftlicher Ansätze.
Ob man anstelle einer Archivkunde von einer Archivwissenschaft sprechen könne, ist in der Fachdiskussion teilweise umstritten. Aufgrund der Komplexität der Materie sowie des umfangreichen Wissens eines Archivars wird der Begriff einer Archivkunde dem aktuellen Anspruch an das Fachgebiet nicht mehr gerecht.
Nicht zu verwechseln mit der Archivkunde sind die Archivtypen bzw. Archivsparten.

## Geschichte
Aufgrund der langen Geschichte zur Ordnung und Verzeichnung der in den Archiven dauerhaft vorgehaltenen, oft sehr wesentlichen Informationen und den damit verbundenen Datenträgern gab es schon sehr lange Bemühungen, diese zu strukturieren und zugänglich zu halten.
Man kann hier die zwei frühesten historisch bekannten Archivhandbücher nennen. Diese ersten Vorläufer der Archivwissenschaft sind im Jahr 1571 gedruckt worden und wurden vermutlich in der ersten Hälfte des sechzehnten Jahrhunderts komponiert. Ihr Verfasser, der deutsche Edelmann Jakob von Ramingen (1510–1582), dürfte als der „Vater“ dieses Studienfachs betrachtet werden. Er gründete eine Archivtradition, die in Deutschland für mindestens ein paar Jahrhunderte anhielt. Die Archivtheorie wurde zum ersten Mal von ihm formuliert.
Seit den 1930er Jahren wurde mit dem Preußischen Institut für Archivwissenschaft die lange und weiterhin bestehende Tradition der Ausbildung von Archivaren und Archivarinnen in Potsdam begründet.